# Veribubo transcaspica
Veribubo transcaspica är en tvåvingeart som först beskrevs av Paramonov 1924.  Veribubo transcaspica ingår i släktet Veribubo och familjen svävflugor. Inga underarter finns listade i Catalogue of Life.